# Síndrome triple X
El síndrome triple X, Trisomía XXX o 47,XXX es una aneuploidía cromosómica o cambio numérico de los cromosomas que se presenta en mujeres que poseen un cromosoma X extra. Se trata de individuos femeninos con órganos sexuales atrofiados, fertilidad limitada y coeficiente intelectual normal. Su incidencia es de aproximadamente 1 de cada 1.500 niñas. Los padres o las niñas afectadas probablemente no lleguen a darse cuenta de la presencia de esta enfermedad, a menos que se sometan a los exámenes médicos pertinentes.
Las niñas y mujeres que tienen el síndrome XXX tienen tres cromosomas X en lugar de dos, que es lo habitual. Este cambio de cromosomas se escribe "47, (XXX)". Esto significa que hay 47 cromosomas en lugar de 46. El cromosoma X extra se obtuvo durante la formación del espermatozoide o del óvulo antes de su unión para formar el embrión, o durante el desarrollo temprano del embrión poco después de la fecundación. Este cromosoma extra no puede ser eliminado nunca; el cambio en el cromosoma que causa el síndrome de la superhembra no puede ser revertido.

## Síntomas y signos
Las recién nacidas y las niñas con 47, (XXX) se parecen a otras niñas de su edad. Suelen ser más altas que el resto de las niñas en su familia y pueden tener menos coordinación. 
De todas las condiciones de cromosomas del sexo, este síndrome es uno de los que se asocian más con problemas mentales y de comportamiento. Una probabilidad alta de tener problemas en el lenguaje y en el habla pueden causar retrasos en las habilidades sociales y de aprendizaje. Por consiguiente, estas niñas suelen necesitar ayuda adicional para tener éxito en la escuela.